# Paul Prouho
Paul Prouho, né le 22 août 1849 à Rabastens et mort le 6 mars 1931 au château de Rabastens, est un peintre et félibre.

## Biographie

### Famille et armée
Son père Abdon Prouho, licencié en droit, est maire de Rabastens de 1857 à 1870 puis de 1871 1878 et conseiller général de 1861 à 1870 puis de 1871 à sa mort en 1879.
Son frère Henri, né en 1854, est ingénieur puis devient biologiste marin. Il rentre à Rabastens en 1897 pour des raisons de santé où il meurt en 1921.
Il est neveu du colonel Du Pin, chef de la contre-guérilla du Mexique.
Il est engagé lors de la guerre 1870-1871. En 1875, il est sur la liste des sous-lieutenants de réserve du 83e régiment d'infanterie de ligne d'Albi. 

### Peintre
Paul Prouho est élève de Léon Bonnat, marqué par Puvis de Chavannes et influencé par le mouvement symboliste. Il travaille à Paris, Belfort et en Aveyron. Il expose à Paris aux Salons de 1877 et 1879, puis aux Salons des artistes français de 1880 et 1881 et au Salon de la Rose-Croix de 1894, aux Salons de l'Union artistique de Toulouse de 1877, 1886, 1888 à 1892, 1894, 1900 et 1905 et d'Albi de 1904.
Portraitiste, peintre de nature morte et de paysages, il est aussi l'auteur de vastes compositions murales pour des églises (à Giroussens ou à Lavaur) ou des hôtels particuliers. Il a été portraitiste de Julien de Lagonde, la Marquise de Suffren et le Comte Gardès.

### Félibre
Paul Prouho est moins connu pour son œuvre poétique occitane, rattachée à la première période du Félibrige, directement inspirée par Frédéric Mistral, qu'il découvre lors de la Santo Estello d'Albi de 1882.
Son œuvre poétique a été publiée après sa mort et permet de mieux connaître ses idées. Auteurs de nombreux poèmes de circonstance (en particulier à l'occasion de mariages dans son entourage), souvent prétextes à digressions sur la langue et sa préoccupation de félibre, il a également écrit d'autres poèmes qui dénotent d'une perception très fine de la nature et de la vie rurale. Dans d'autres encore, il donne libre cours à ses états d'âme patriotiques, religieux et à sa rancœur anti-allemande datant du siège de Paris en 1870 auquel il a participé.
Il a été lauréat des Grands jeux floraux du Félibrige.
Il est le fondateur de La Lauzeta rabastinhòla, un journal en occitan.

## Œuvres
- Musée du Pays rabastinois :
  - Une Rabastinoise avec Lo Nébadis, coiffe locale dont le nom peut être traduit par l’enneigé ;
  - La marchande de violette ;
  - Lo camparoulaïré (Le marchand de champignon), exposé au Salon des artistes français en 1880 ;
  - Panorama de Rabastens, vue de Rabastens depuis le Tarn à Coufouleux où figure l'ancien pont suspendu ;
  - Les Remparts de Rabastens ;
  - Les Remparts et le pont à Rabastens, vue des remparts et du pont actuel ;
  - Paysage des Causses, étude préparatoire à Dieu les Garde ;
  - Dieu les Garde ;
  - Nature morte au chaudron ;
  - Nature morte au baril de sardines ;
  - Nu féminin.

Musée du Pays rabastinois
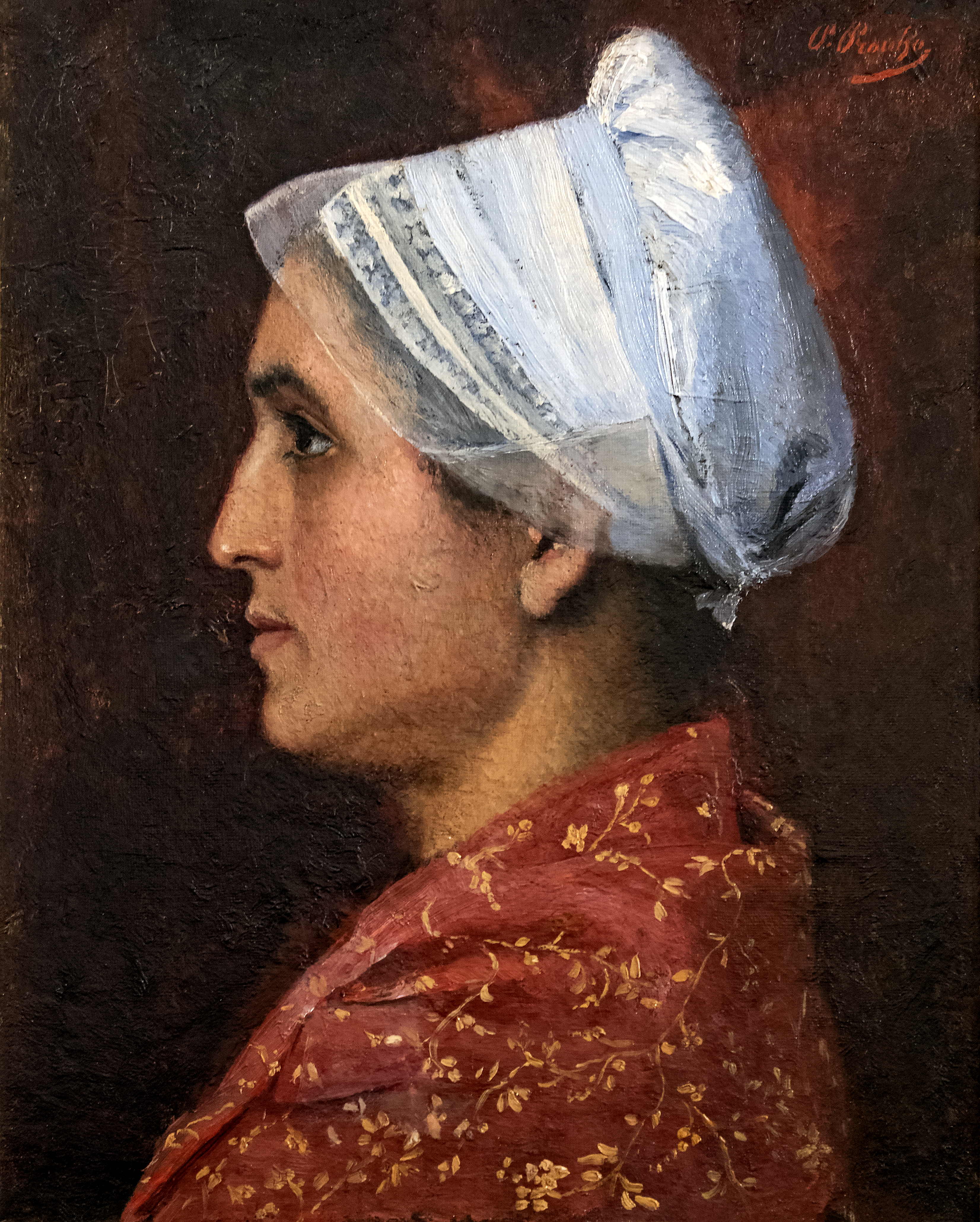
Une Rabastinoise avec Lo Nébadis
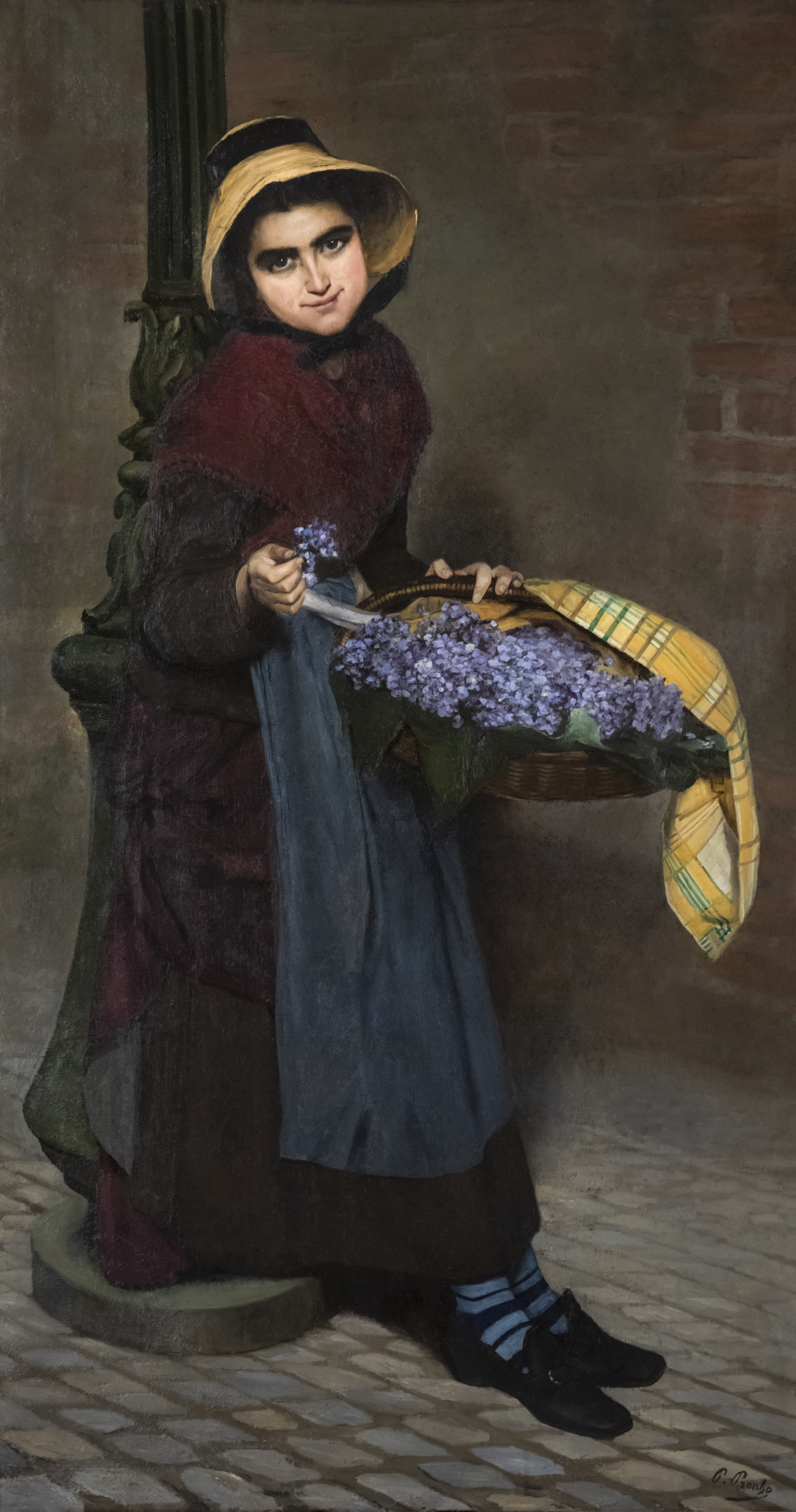
La marchande de violette
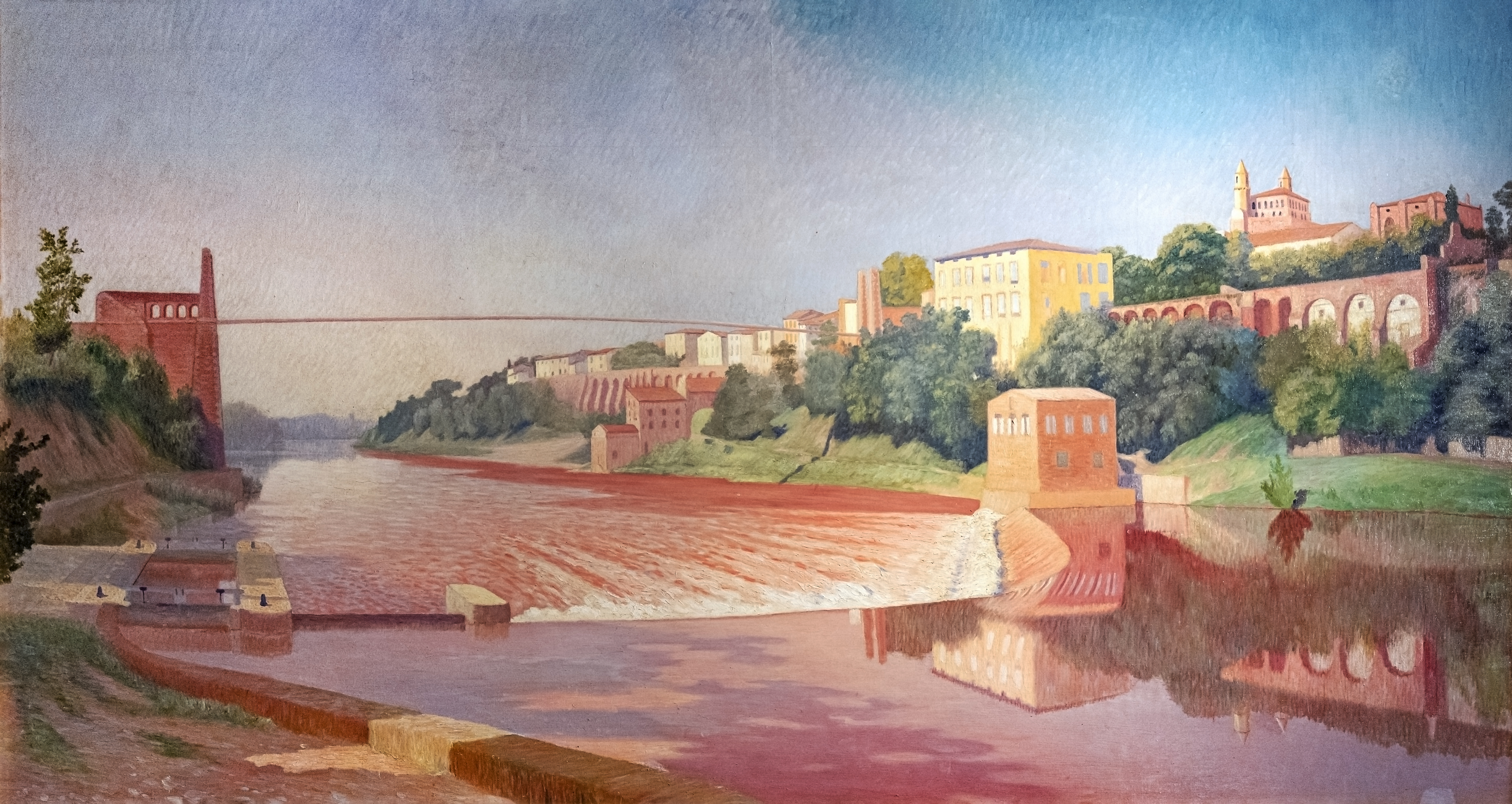
Panorama de Rabastens
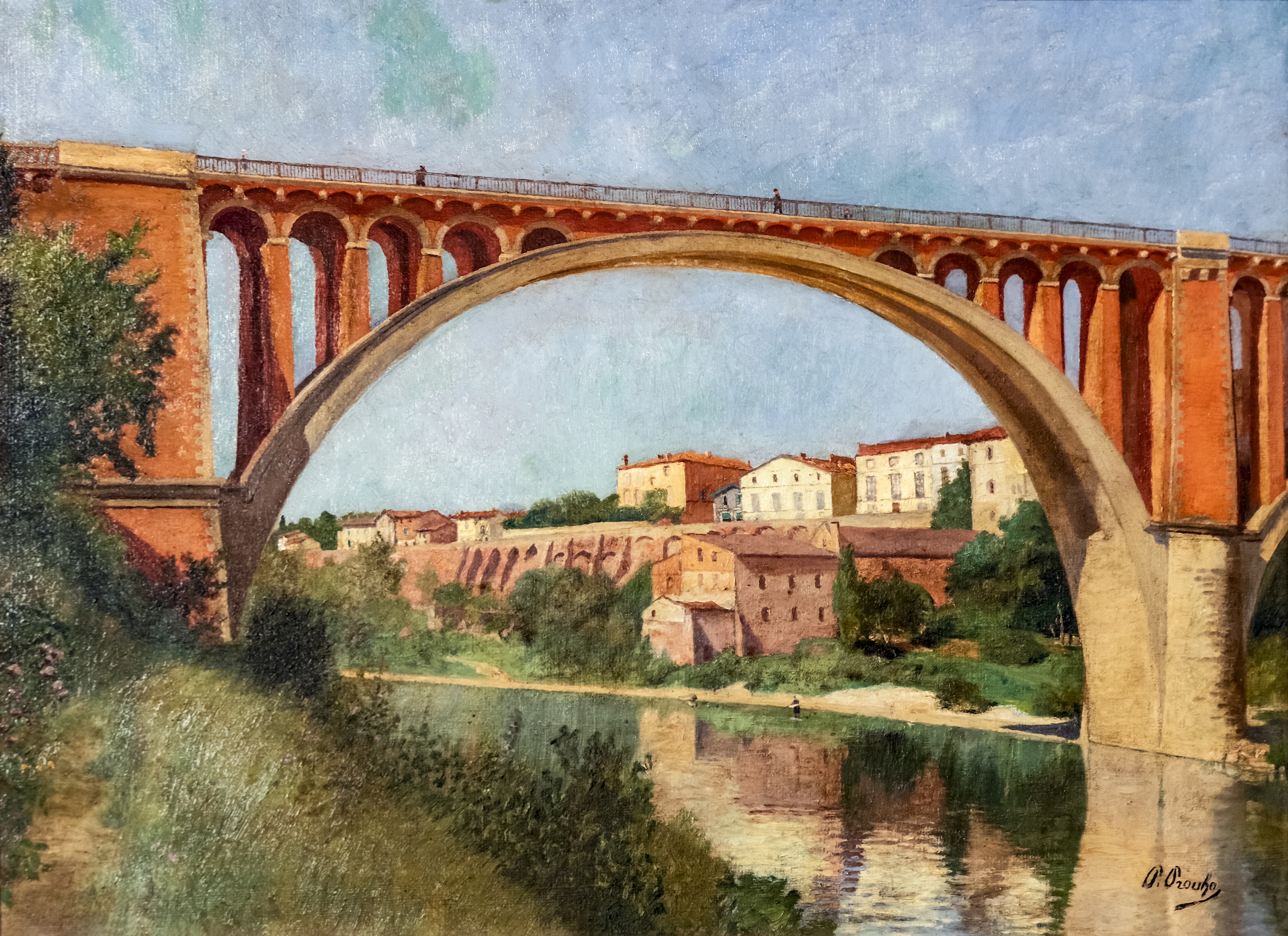
Les Remparts et le pont à Rabastens
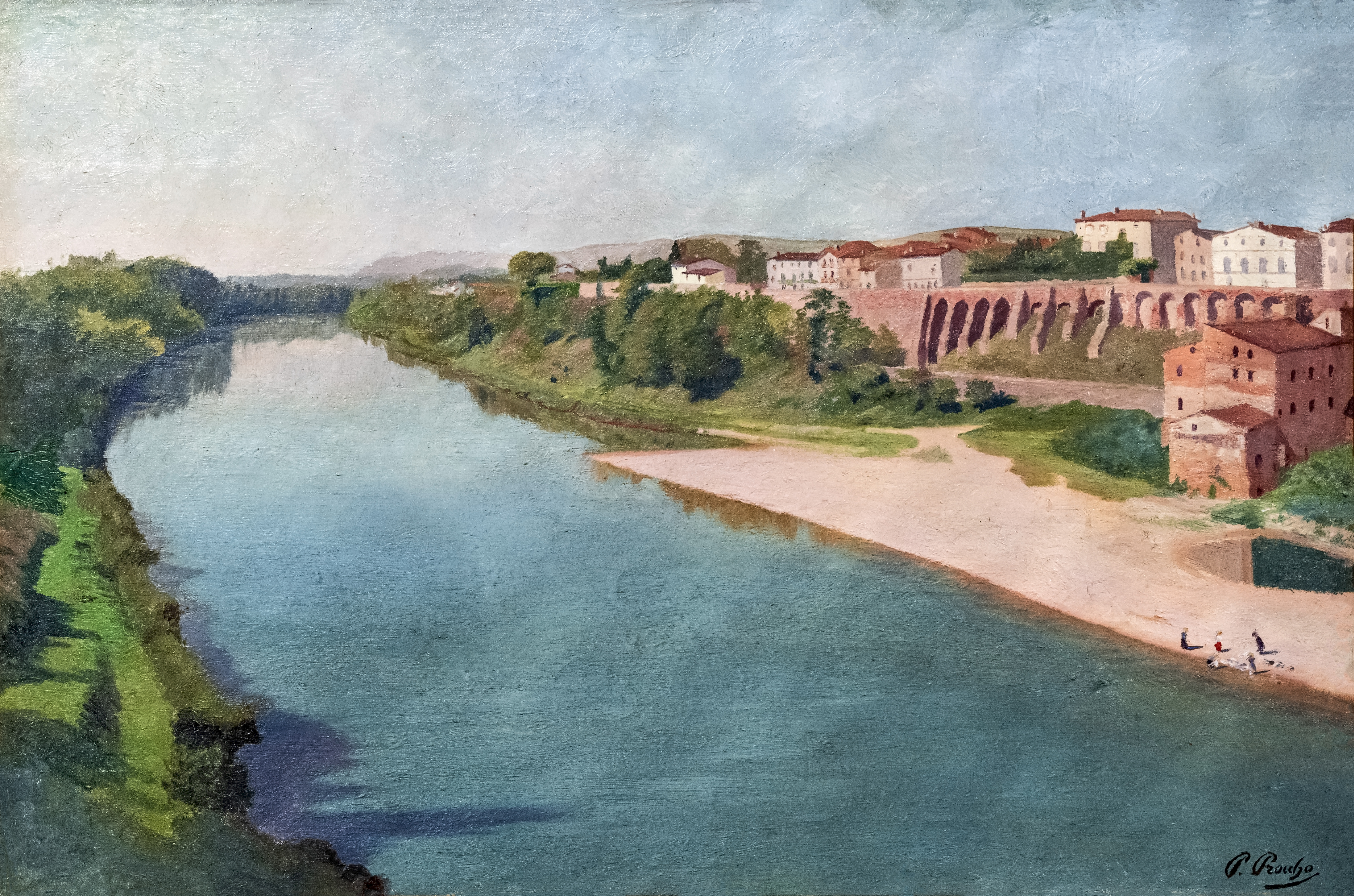
Les Remparts de Rabastens
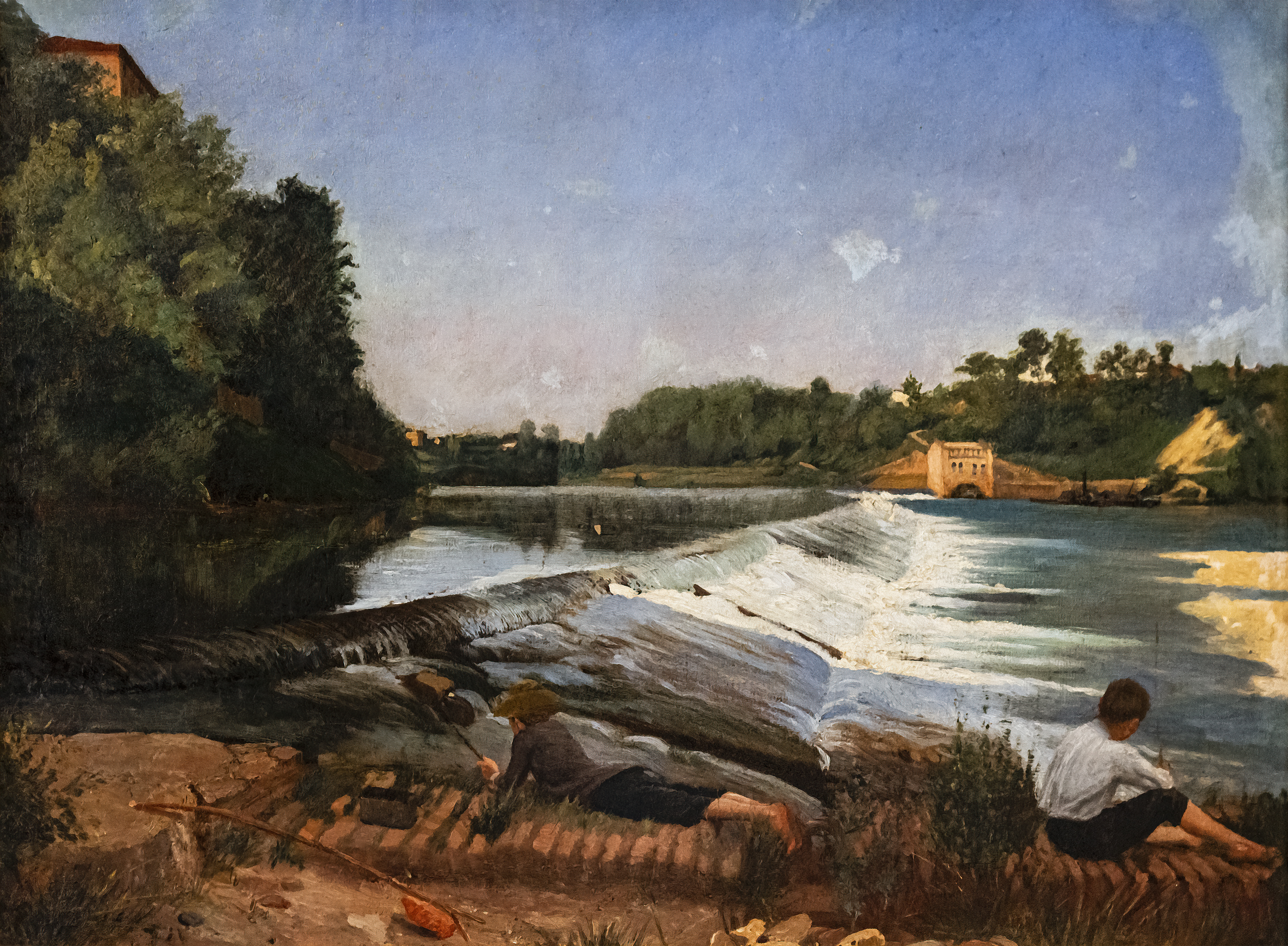
La chaussée de Rabastens
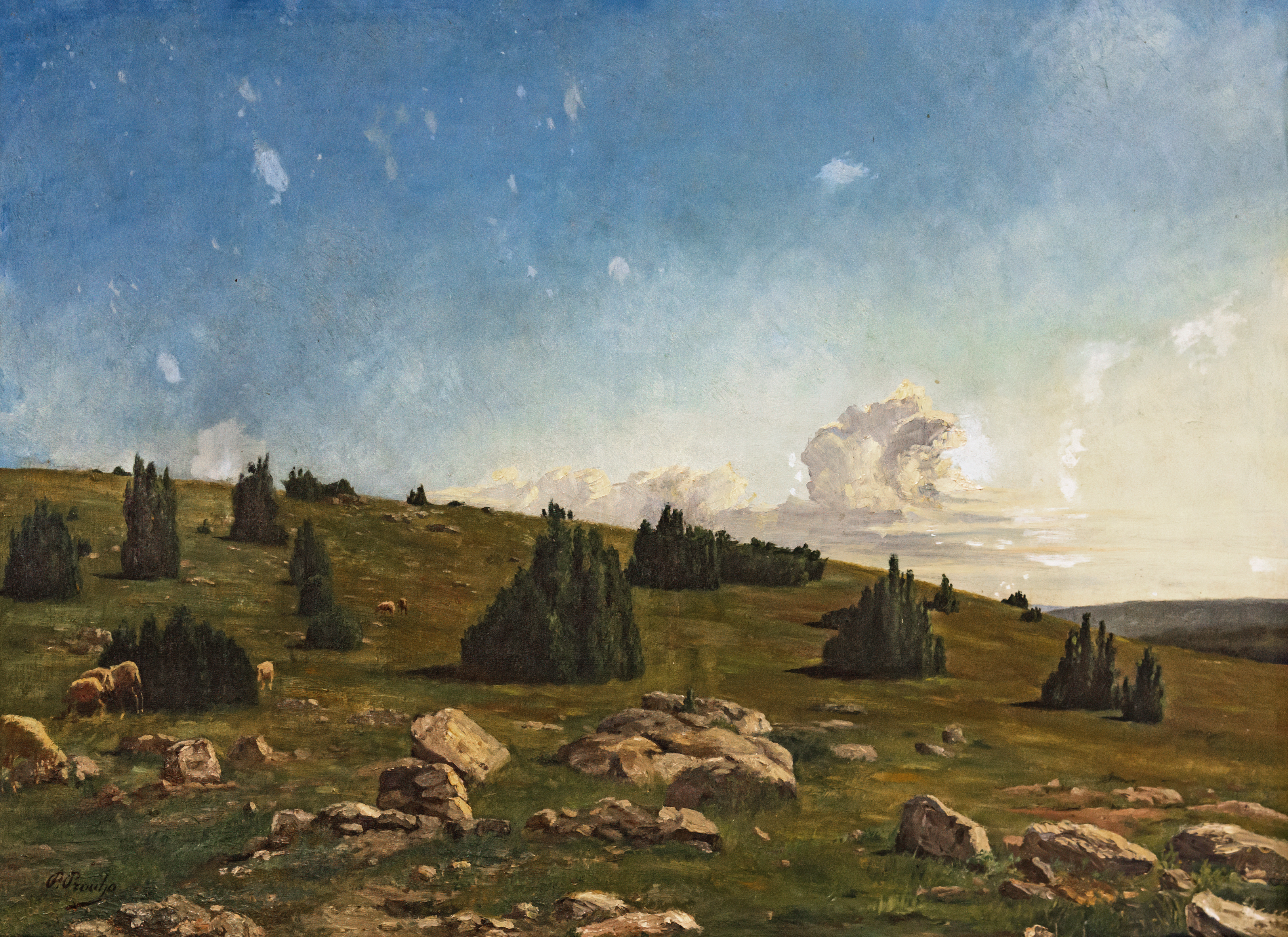
Paysage des Causses (étude préparatoire à Dieu les Garde)
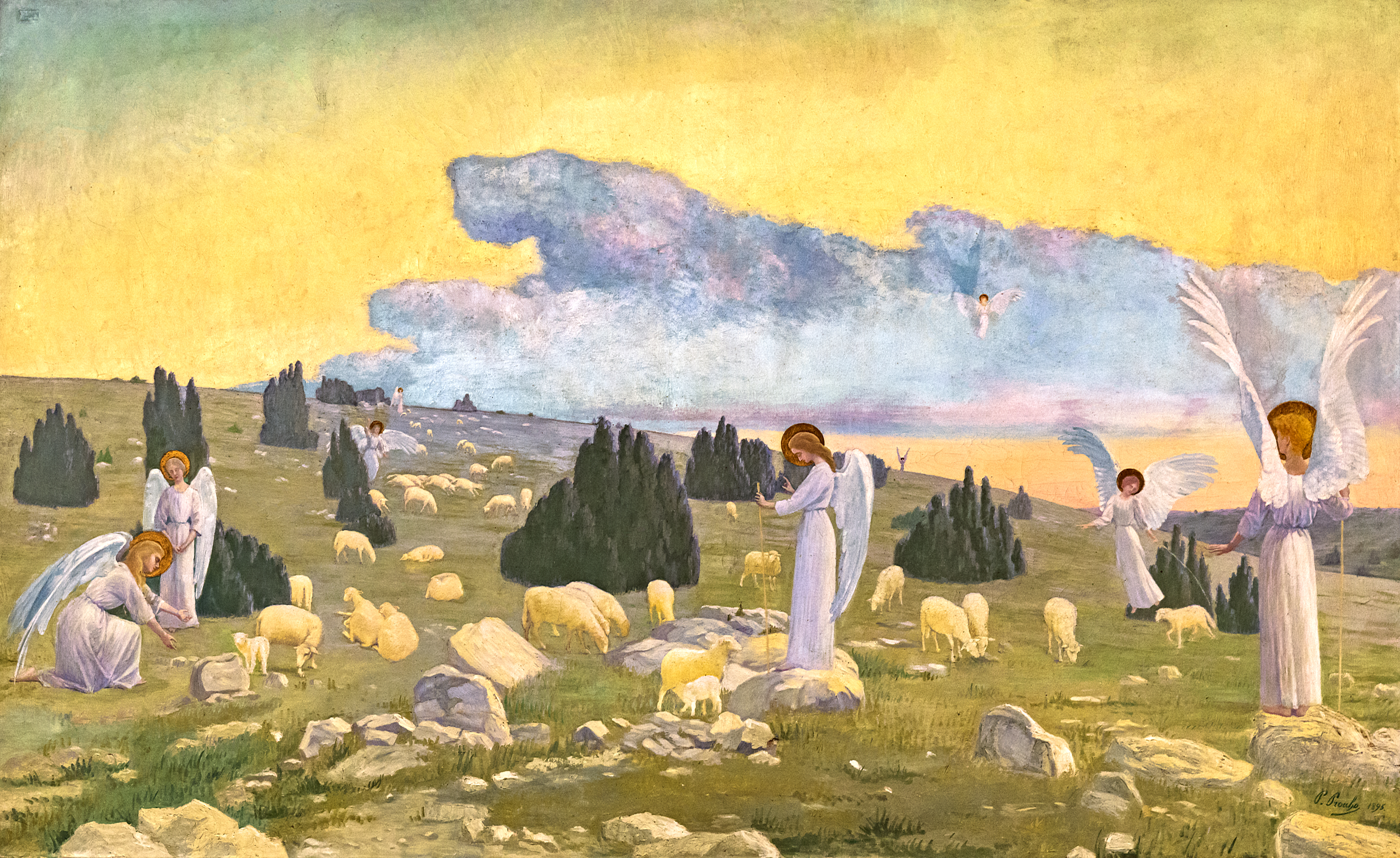
Dieu les Garde
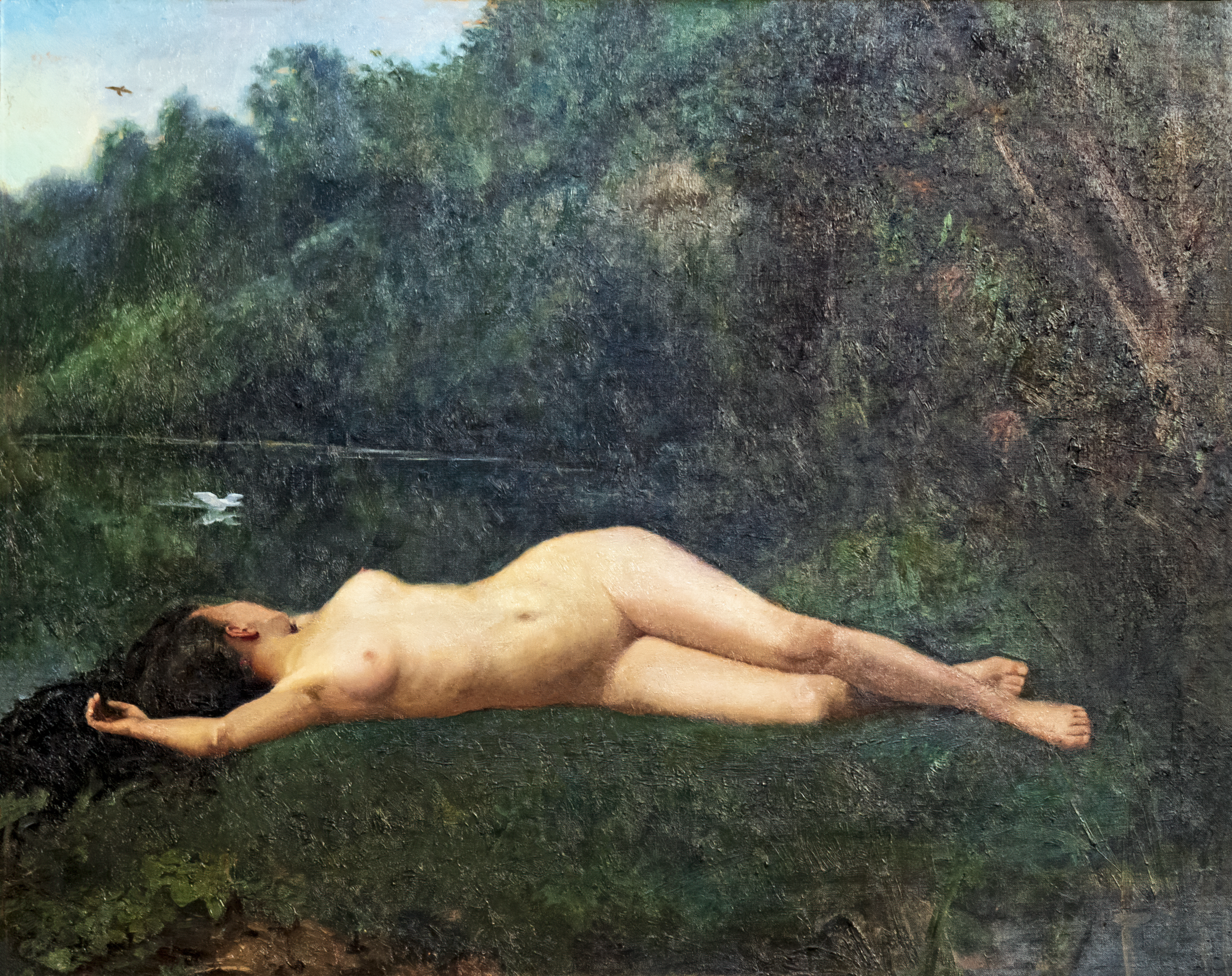
Nu féminin
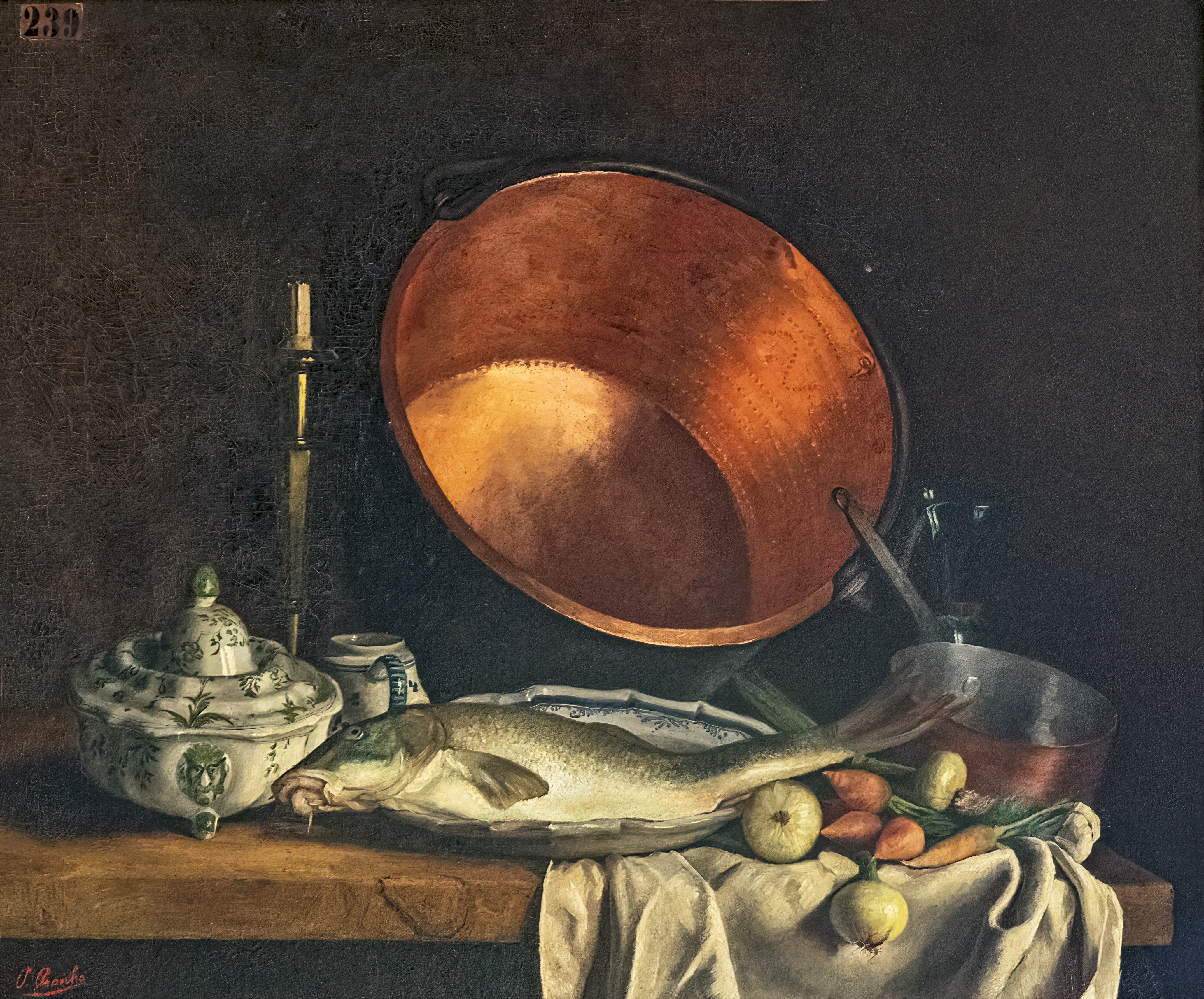
Nature morte au chaudron
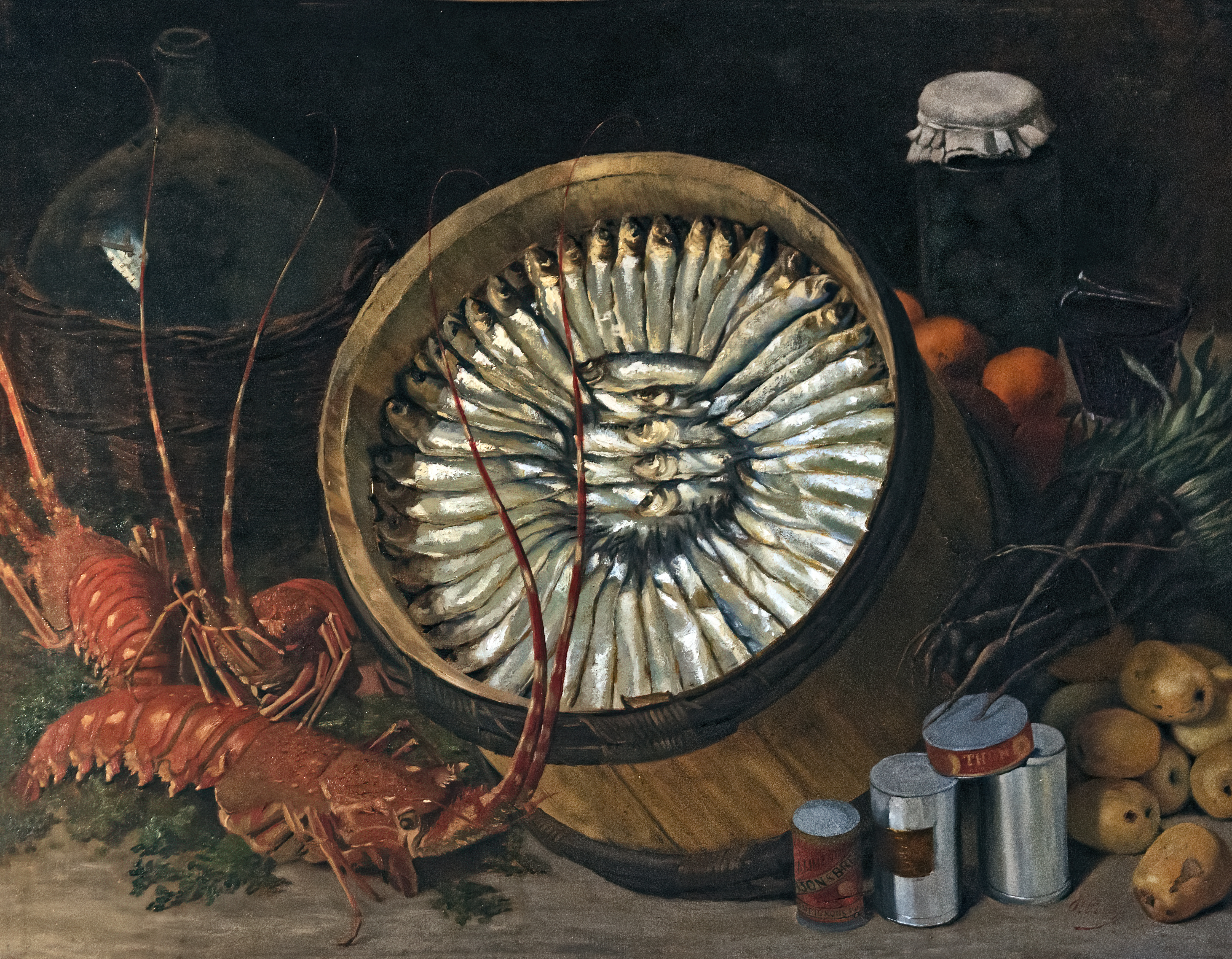
Nature morte au baril de sardines

- Oeuvres religieuses :
  - Chemin de croix de la nef de la cathédrale Saint-Alain de Lavaur (1902)[5],[6] ;
  - Ensemble du décor peint de l'église Saint-Salvy de Giroussens (entre 1906 et 1910)[7] ;
  - Tableau de Monseigneur Pierre-Célestin Cézerac, archevêque d'Albi (1925) exposé dans le palais de la Berbie[8].

## Ouvrage
- Meisons per la Garbièra del Felibrige, Libre coronat per l'Academia dels Jócs Florals (Moissons pour le Gerbier du Félibrige. Livre couronné par l'Académie des Jeux floraux), 247 pages, Édition E. Privat, Toulouse, 1936

## Hommage
- Rue Paul Prouho, à Rabastens